# Hermann Fol
Pour les articles homonymes, voir Fol.
Hermann Fol, né à Saint-Mandé le 23 août 1845, mort en mer le 13 mars 1892, est un biologiste et zoologiste suisse.

## Biographie
Après avoir été l'élève de François Jules Pictet de la Rive (1809-1872) et René-Édouard Claparède (1832-1871) à l'Académie de Genève, il étudie la médecine et la zoologie à l'université d'Iéna avec Ernst Haeckel (1834-1919), qu'il accompagne ensuite en voyage scientifique sur les côtes de l'Afrique occidentales et des îles Canaries en 1866 et 1867. De retour en Europe, il entreprend des études de médecine à Heidelberg et les achève par l'obtention de son diplôme en 1869 à Zurich et à Berlin.
En 1871, il fait un premier séjour à Villefranche-sur-Mer pour y étudier la faune planctonique dont Carl Vogt (1817-1895) lui a vanté la diversité. En 1878, il obtient un poste de professeur à l'université de Genève où, l'année suivante, il observe la pénétration d'un spermatozoïde dans un œuf et met en évidence son rôle essentiel dans la fécondation, devenant ainsi un pionnier des études microscopiques sur la fécondation et la division cellulaire. En 1886, il démissionne de ses fonctions à Genève pour se consacrer entièrement à ses recherches à Villefranche-sur-Mer où il crée un petit laboratoire marin en 1880 avec Jules Henri Barrois (1852-1943).
Lorsqu'il reçoit une aide financière du gouvernement français pour mener une expédition sur les côtes tunisiennes et grecques afin d’y étudier la distribution des éponges, il prend la mer au Havre sur son nouveau yacht, « l'Aster » le 13 mars 1892, accompagné de plusieurs membres d’équipage. Après une escale à Bénodet, Fol disparaît mystérieusement en mer. Sa disparition n’a pas été élucidée.

## Sources
- La darse de Villefranche-sur-Mer